# Microterys pseudocrescocci
Microterys pseudocrescocci är en stekelart som beskrevs av Xu 2002. Microterys pseudocrescocci ingår i släktet Microterys och familjen sköldlussteklar. Inga underarter finns listade i Catalogue of Life.